# Старомодная комедия (фильм)
«Старомодная комедия» — советский художественный полнометражный цветной мелодраматический фильм 1978 года, снятый на киностудии «Мосфильм», экранизация одноимённой пьесы Алексея Арбузова.

## Сюжет
Санаторий где-то на Рижском взморье. Герои фильма — одинокие немолодые люди, каждому из них около шестидесяти. Он — Родион Николаевич Семёнов, главврач санатория, она — Лидия Васильевна Жербер, пациентка, приехавшая на лечение. Их первая встреча заканчивается конфликтом. Он вызывает её к себе по поводу нарушения санаторного режима, однако дамочка оказывается непростая, с характером.
Поначалу это задевает доктора, но вскоре их отношения начинают меняться. Они встречаются в Домском соборе на органном концерте и после долго гуляют по Старой Риге, вспоминая довоенную молодость и разговаривая обо всём на свете. В таких встречах и разговорах проходит оставшееся время, близится день отъезда Лидии Васильевны, что несомненно печалит их, так как эти два одиноких человека успели привязаться друг к другу.
Родион Николаевич, узнав, что приезд дочери из Японии откладывается, как минимум, на год, приглашает свою новую знакомую провести ещё несколько дней на берегу Балтийского моря, но уже в его доме, в комнате дочери, обещая не докучать своим присутствием. Пока Лидия Васильевна раздумывала над его приглашением, он уже сам сделал за неё выбор, быстро унеся её чемоданы в свой дом.
Но подошёл к концу и этот дополнительный срок, настаёт день окончательного отъезда Жербер, уже собраны вещи и вызвано такси. Доктор пытается высказать то, о чём давно уже решил — попросить её остаться с ним. Но у него не хватает решительности, да и она старательно изображает независимую даму, понимая его чувства. Казалось бы, всё уже действительно заканчивается — пришло такси, она уходит с вещами, доктор мечется по дому из-за бессильной обиды на самого себя и на неё, уехавшую… Но история заканчивается тем, что Лидия Васильевна возвращается, поняв, что не в силах уехать из этого дома, от этого человека.

## В ролях
- Алиса Фрейндлих — Лидия Васильевна Жербер, пациентка санатория, кассир в цирке, в молодости — драматическая актриса
- Игорь Владимиров — Родион Николаевич Семёнов, главный врач санатория
- Тамара Совчи — барменша (нет в титрах)
- Борис Токарев — Пётр, погибший на войне сын Лидии Васильевны (нет в титрах)
- Галина Беседина — певица в кафе (нет в титрах)

## Съёмочная группа
- Авторы сценария: Алексей Арбузов, Владимир Железников
- Режиссёры-постановщики: Эра Савельева, Татьяна Березанцева
- Оператор-постановщик: Борис Кочеров
- Композиторы: Михаил Меерович, Микаэл Таривердиев
- Художники-постановщики: Алексей Пархоменко, Константин Форостенко
- Песни на стихи Беллы Ахмадулиной, Андрея Вознесенского исполняют Алиса Фрейндлих, Галина Беседина, Сергей Тараненко

## Отзывы
Искусствовед Е. Калмановский в своей книге «Алиса Фрейндлих» отмечал, что хотя фильм является скорее «спектаклем, снятым на плёнку», ни на что особо не претендует и едва ли имеет какое-либо значение для истории кино, он интересен актёрскими работами Алисы Фрейндлих и Игоря Владимирова, которые только выигрывают на фоне скромности кинематографических приёмов фильма, так что он вполне может служить «добротным путеводителем по искусству» этих исполнителей. Оценивая игру Фрейндлих, Калмановский указывает на широкие голосовые и пластические возможности актрисы, которые она умело использует, чтобы наполнить картину юмором и жизненностью.